# Stanley Raine Dobinson

Stanley Dobinson 1904/05 im 96-Trikot

Stanley Raine Dobinson, kurz Stanley R. Dobinson (* Juni 1888 in Middlesbrough; † 31. März 1918), war ein auch unter dem Spitznamen David bekannter britischer Fußballspieler, der an einer Deutschen Meisterschaft teilnahm.

## Leben
Dobinson's Eltern waren Charles Dobinson und dessen Gattin Hannah Dobinson, geborene Raine. Charles hatte eine Eisenwarenhandlung und war 1895/96 einer der 8 Direktoren des FC Middlesbrough.
Stanley besuchte von 1899 bis 1904 die King Henry VIII School, eine Privatschule in Coventry.
Danach zog er für etwa ein Jahr nach Hannover, um die deutsche Sprache zu lernen und eine Ausbildung zu beginnen.
Dobinson war vor dem Ersten Weltkrieg als Chartered Accountant in Stockton-on-Tees angestellt. Am 2. September 1914 meldete eine Lokalzeitung, dass der bekannte Stocktoner Fußballspieler Stanley Dobinson als Private zum Militär gegangen war.
Dobinson kam im April 1915 an die Front in Frankreich. Im November wurde er zur Ausbildung zurück nach England geschickt und im Dezember 1915 zum Offizier befördert.
Er fiel am 31. März 1918 mit dem Rang eines Leutnants. Sein Name ist am Thiepval-Denkmal zu finden.

## Fußball

### Hannover 96

Mannschaftsfoto aufgenommen in der Radrennbahn am Pferdeturm

Dobinson gehörte 1904/05 dem Hannoverschen Fußball-Club von 1896 als Stürmer an, für den er in den vom Verband Hannoverscher Ballspiel-Vereine organisierten Meisterschaften in der regional höchsten Spielklasse, der 1. Klasse, Punktspiele bestritt.
Der nur etwa 1,60 m (5ft 3in) große Dobinson war in Hannover unter den Namen „David“ bekannt, sein über 1,98 m (6ft 6in) großer Landsmann und Mitspieler Henry Tripp als „Goliath“.
Aufgrund der 1905 errungenen Meisterschaft nahm Hannover 96 auch an der Endrunde um die Deutsche Meisterschaft teil. Die Mannschaft bestritt einzig das am 9. April 1905 in Magdeburg auf dem Sportplatz Am Schleppsäbel bei der 2:3-Niederlage n. V. gegen den FuCC Eintracht 1895 Braunschweig ausgetragene Erstrundenspiel innerhalb der Ausscheidungsrunde; dabei erzielte Dobinson das Anschlusstor zum 1:2.

### Stockton
Seit 1905 zurück in England spielte Dobinson für den Stockton F.C. Er gehörte unter anderem zur Aufstellung für das Finale des FA Amateur Cups 1912, den Stockton im Wiederholungsspiel gewann.

## Erfolge
- Teilnehmer an der Endrunde um die Deutsche Meisterschaft 1905
- Meister des Verbandes Hannoverscher Ballspiel-Vereine 1905
- FA Amateur Cup 1912